# 乳白色 (馬)

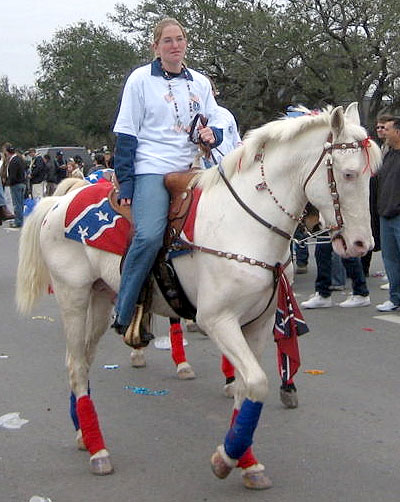

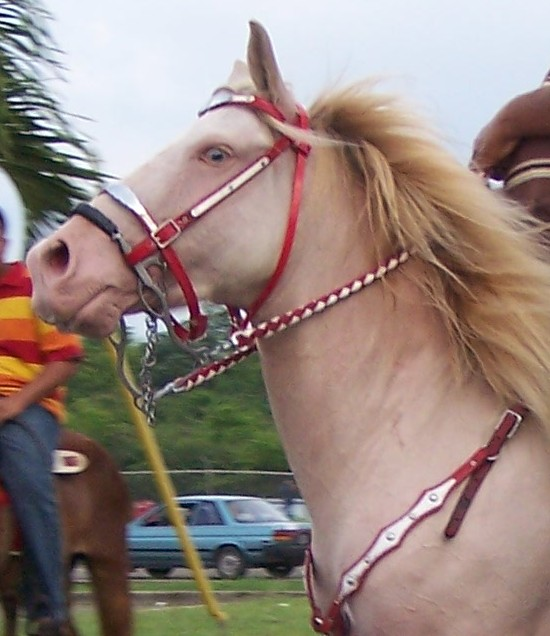

乳白色是馬的其中一種毛色，主要由原毛色棗色，栗色演化而成。

## 特徵
馬匹身上毛髮為乳白色，而皮膚是粉紅色及淺色的眼睛。

如底色為栗色，則鬃毛和尾毛的毛髮呈現白色，此毛色視為象牙白色(Cremellos)。

如底色為棗色，則鬃毛和尾毛的毛髮呈現淺紅色，此毛色視為淺紅色(Perlinos)。

## 原因
在馬匹中的稀釋基因 MATP 為顯性CCr/CCr， 把原有毛色棗色，栗色稀釋為乳白色所致。

## 外部連結
- "Horse coat color and Genetic Disorder Testing"（页面存档备份，存于） Animal Genetics Inc. new Gray Gene Testing for horses